# Ihor Kostenko
Ihor Ihorovyč Kostenko (in ucraino: Ігор Ігорович Костенко; Zubrec', 31 dicembre 1991 – Kiev, 20 febbraio 2014) è stato un giornalista, attivista e studente ucraino ucciso durante le manifestazioni di Euromaidan.

## Biografia
Kostenko è nato a Zubrets, nel distretto di Bučač. È cresciuto con la sorella Inna e con i nonni mentre i genitori lavoravano per lo più a San Pietroburgo. Da bambino ha frequentato la scuola "San Josaphat Buchatskiy", un istituto scolastico gestito dalla Chiesa cattolica ucraina a Bučač.
Kostenko si è diplomato nel 2013 ed era iscritto al primo anno della facoltà di geografia presso l'Università di Leopoli. Ha lavorato come giornalista per l'edizione online del sito di notizie sportive Sportanalitika.
Kostenko contribuiva regolarmente a Wikipedia in ucraino, con il nome utente Ig2000. Nel corso della sua attività ha creato oltre 280 articoli su temi quali l'aviazione, l'economia, il calcio e altro ancora. L'articolo di Kostenko sul cacciatorpediniere sovietico Nezamozhnik ha ottenuto il riconoscimento di "Articolo di qualità".

## Ultimi anni e morte

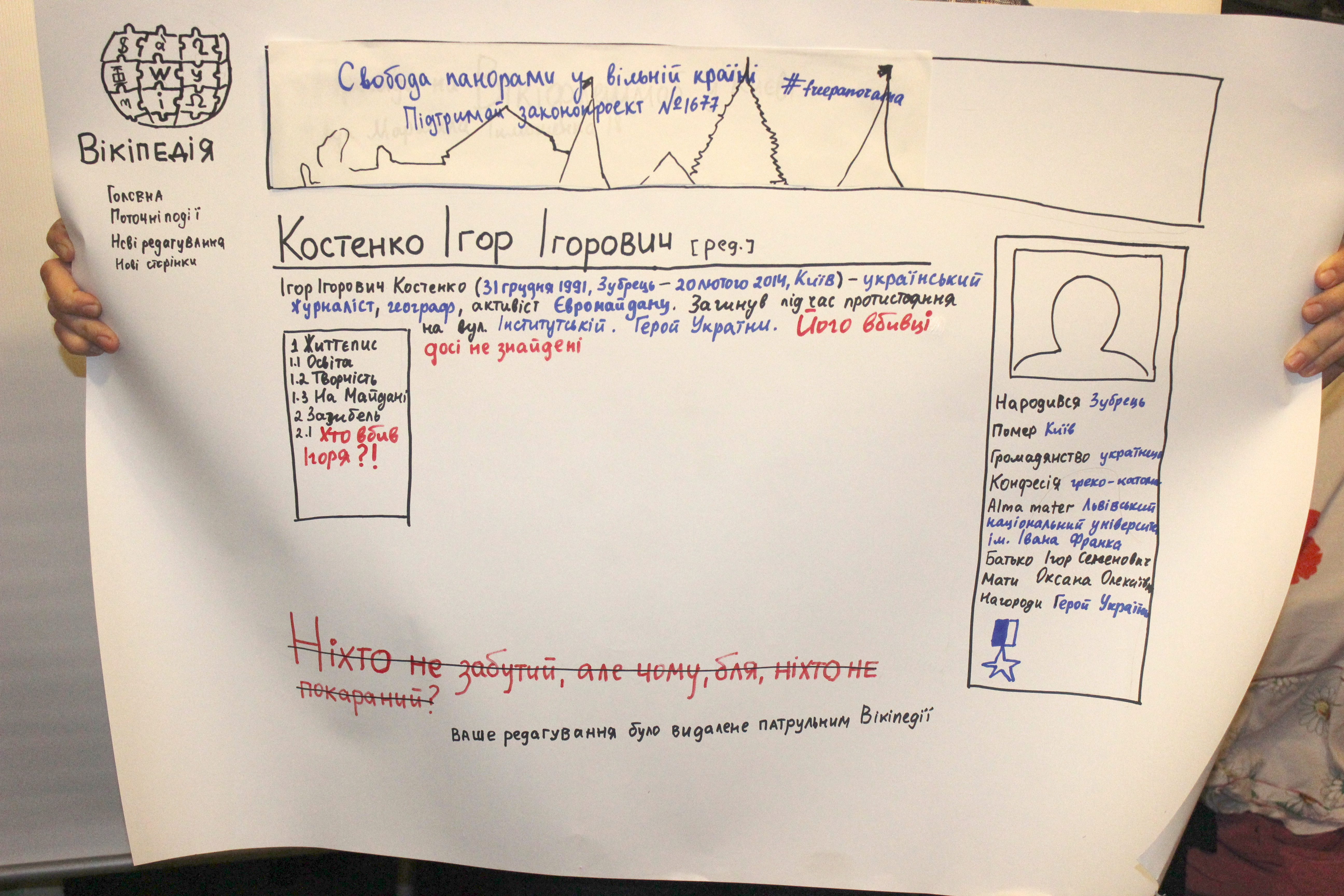
Disegno di Ihor Kostenko, mostrato durante la cerimonia in suo ricordo il 20 febbraio 2015, giorno dell'anniversario della sua morte durante Euromaidan. La scritta in rosso recita: "Nessuno è stato dimenticato, ma perché nessuno è stato punito?"

Kostenko si era recato a Kiev il 18 febbraio per prendere parte alle manifestazioni di Euromaidan, il movimento sorto in seguito al rifiuto da parte del governo ucraino di ratificare l'accordo d'associazione con l'Unione europea, e si era unito ad altri amici di Leopoli nel costruire barricate a difesa dei manifestanti. Gli scontri fra la polizia e i manifestanti si sono intensificati nella tarda giornata del 19 febbraio, e i cecchini hanno aperto il fuoco sulla folla.
Il 20 febbraio 2014, il cadavere di Kostenko è stato ritrovato in strada nei pressi del Palazzo d'Ottobre. Riportava ferite da arma da fuoco alla testa e all'altezza del cuore e fratture multiple alle gambe.
Il giorno seguente alla morte di Kostenko uno dei suoi amici, Yuriy Muryn, ricostruiva così il suo ultimo scambio con l'amico. «Mi aveva chiamato ieri, ma non ho sentito squillare il telefono. L'ho richiamato, ma non mi ha risposto. Non riesco a realizzare ciò che è accaduto» riferiva Muryn. «Durante i primi scontri avvenuti a Hrushevskoho mi aveva spedito il numero di cellulare della sua ragazza, raccomandandosi: “Se dovesse succedermi qualcosa, dille che le voglio bene.” Pensavo scherzasse, ma quando gli scontri si sono riaccesi, lui si è voluto accertare che mi ricordassi la sua richiesta».
Il 22 febbraio alcune centinaia di persone hanno seguito in processione il carro funebre che trasportava Kostenko da Kiev a Leopoli per il suo funerale. Oltre 500 persone, a lutto, erano presenti alla fiaccolata che si è tenuta a Ternopil. Kostenko, assieme ad altre sei vittime degli scontri avvenuti durante le proteste di Euromaidan sono state ricordate il 23 febbraio a Leopoli.

## Ricordo
Il 21 novembre 2014, a Kostenko e alle altre vittime degli scontri di Euromaidan è stato riconosciuto il titolo di "Eroe dell'Ucraina", il più alto riconoscimento per un cittadino ucraino.
Kostenko inoltre è stato nominato Wikipediano dell'anno nel 2014. Il fondatore di Wikipedia Jimmy Wales ha annunciato la nomina nel corso della conferenza Wikimania tenutasi in agosto a Londra. Wales ha consegnato il riconoscimento alla sorella di Kostenko, Inna, nel settembre dello stesso anno a Kiev.
La rivista del Ministero ucraino per l'Educazione e la Scienza ha nominato Kostenko "Studente dell'anno". L'auditorium di Leopoli è stato rinominato in su onore "Ihor Kostenko Memorial Auditorium". Una targa commemorativa è stata collocata anche presso la scuola superiore frequentata da Kostenko.

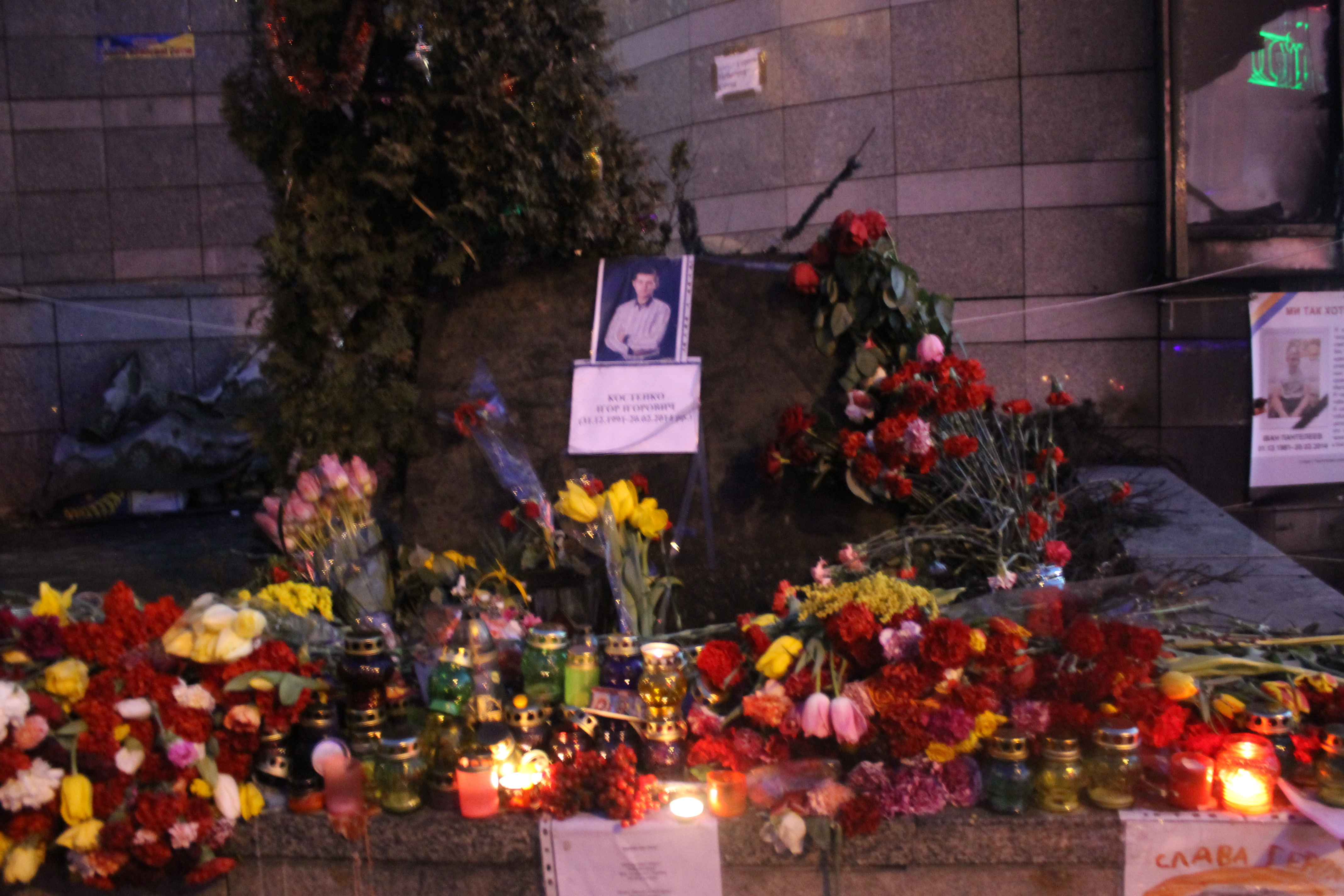
Fiori, foto e candele per Kostenko nel luogo della sua morte
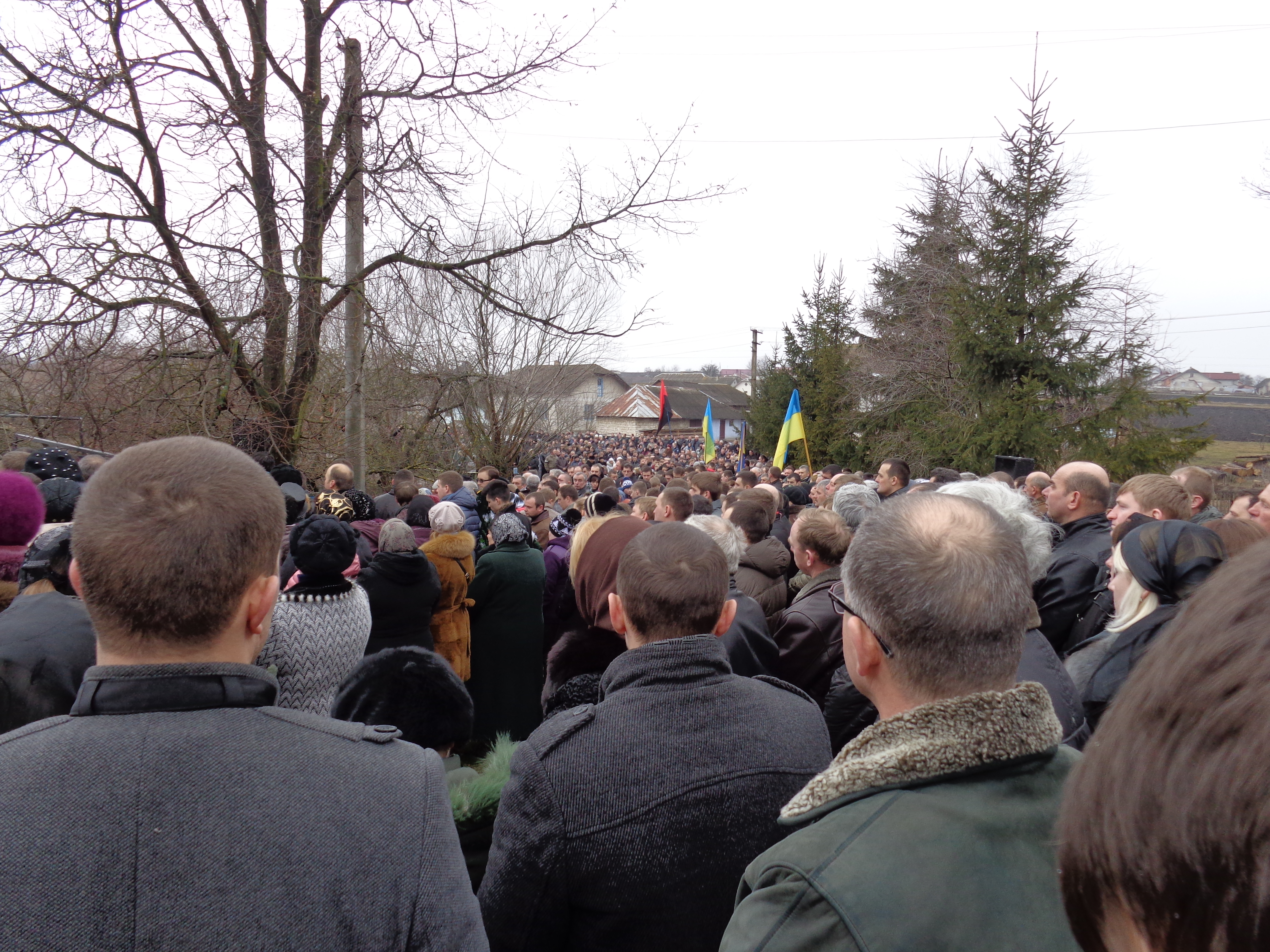
Funerale di Ihor Kostenko a Leopoli
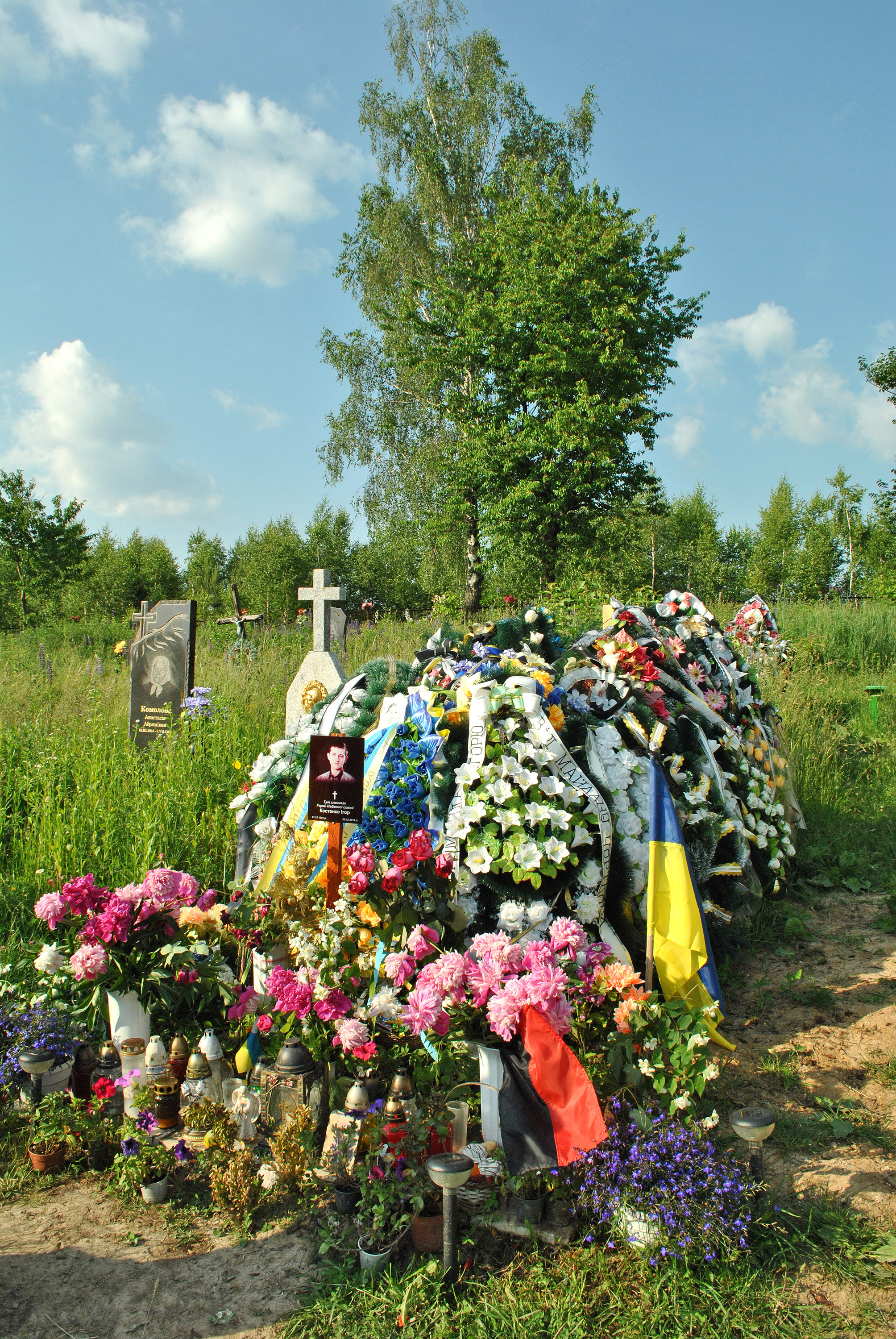
Tomba di Ihor Kostenko
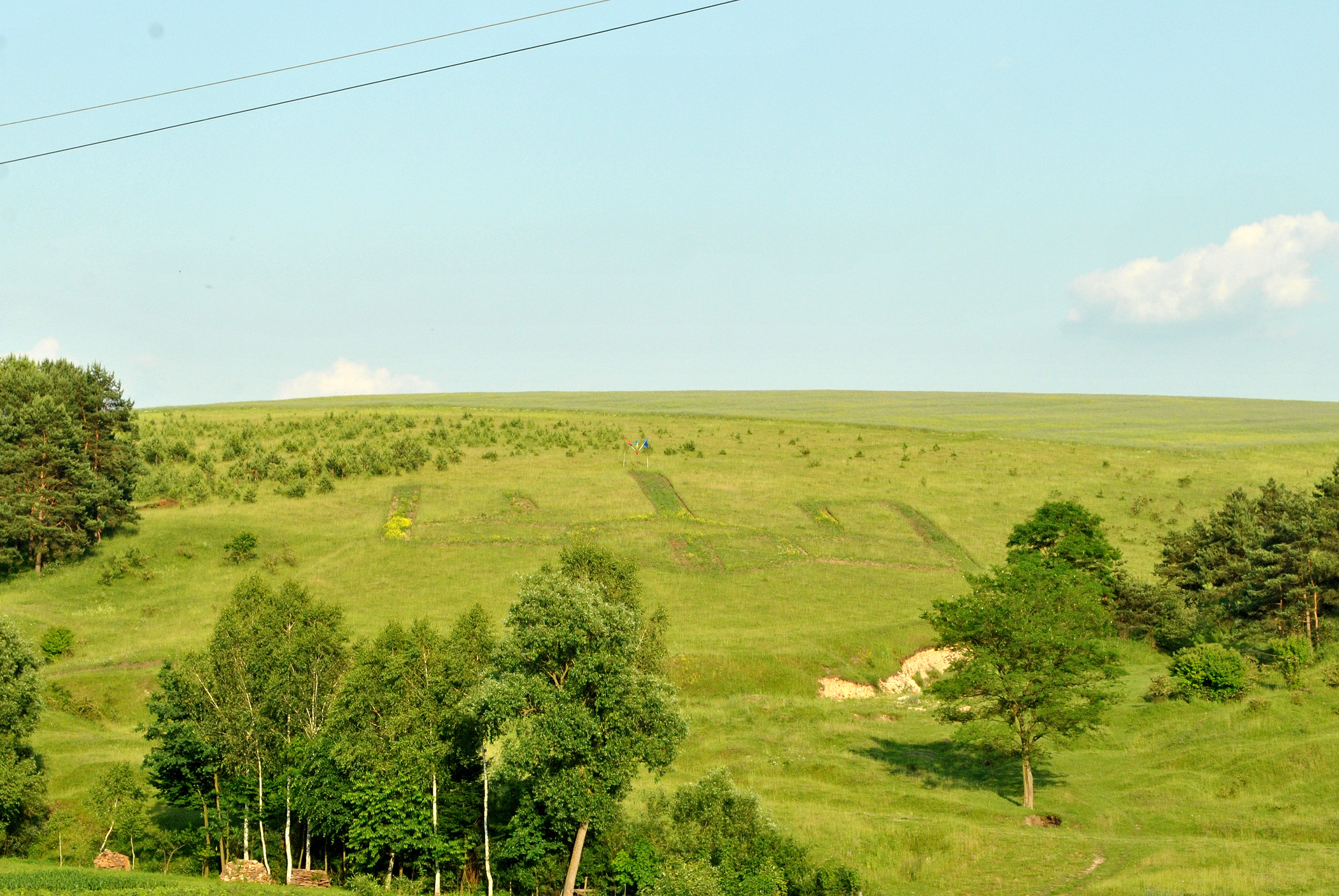
Tridente ucraino, piantato in onore di Kostenko e Vasyl Moisei a Ternopil
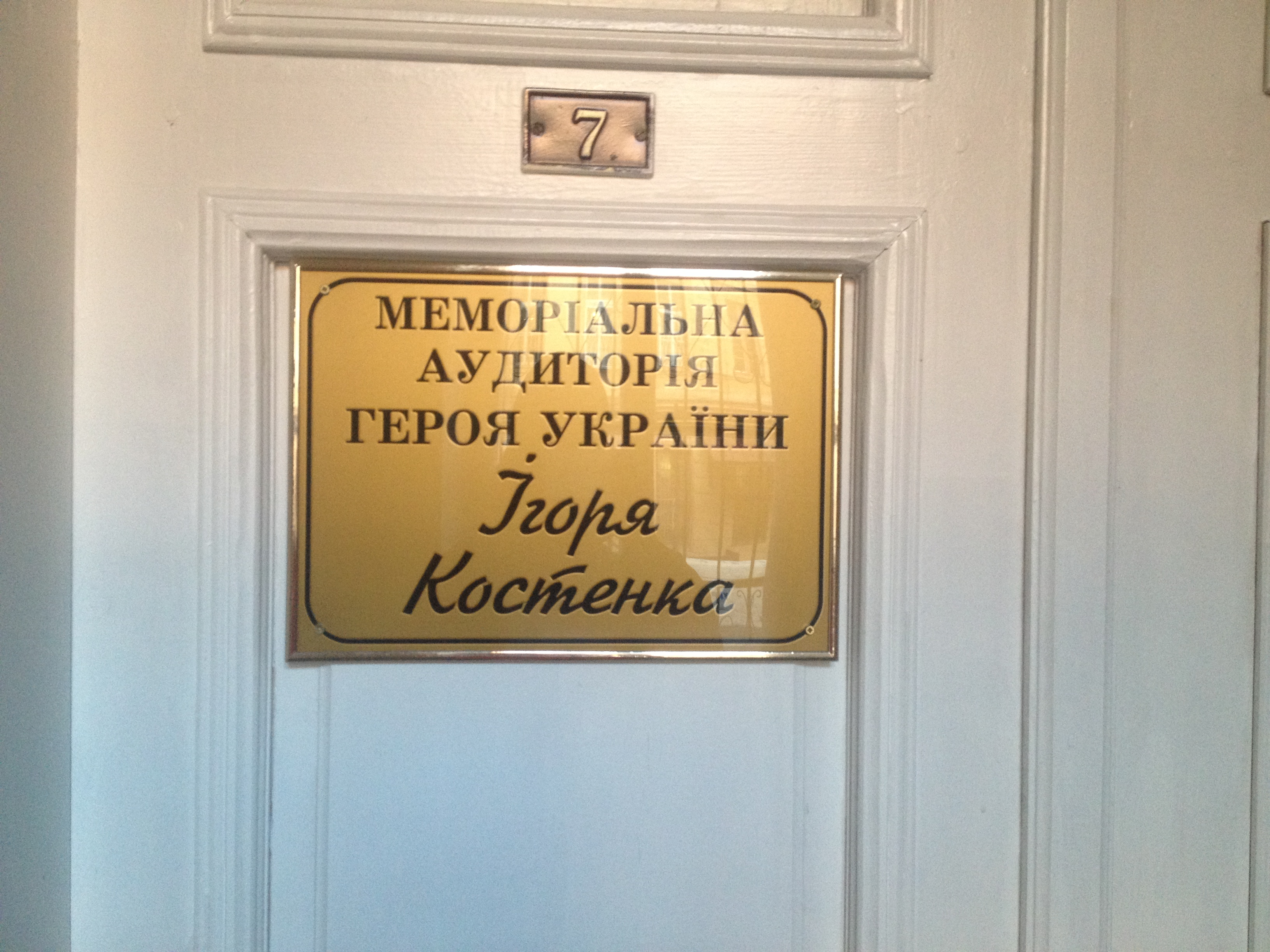
Placca commemorativa per Kostenko all'Università di Leopoli
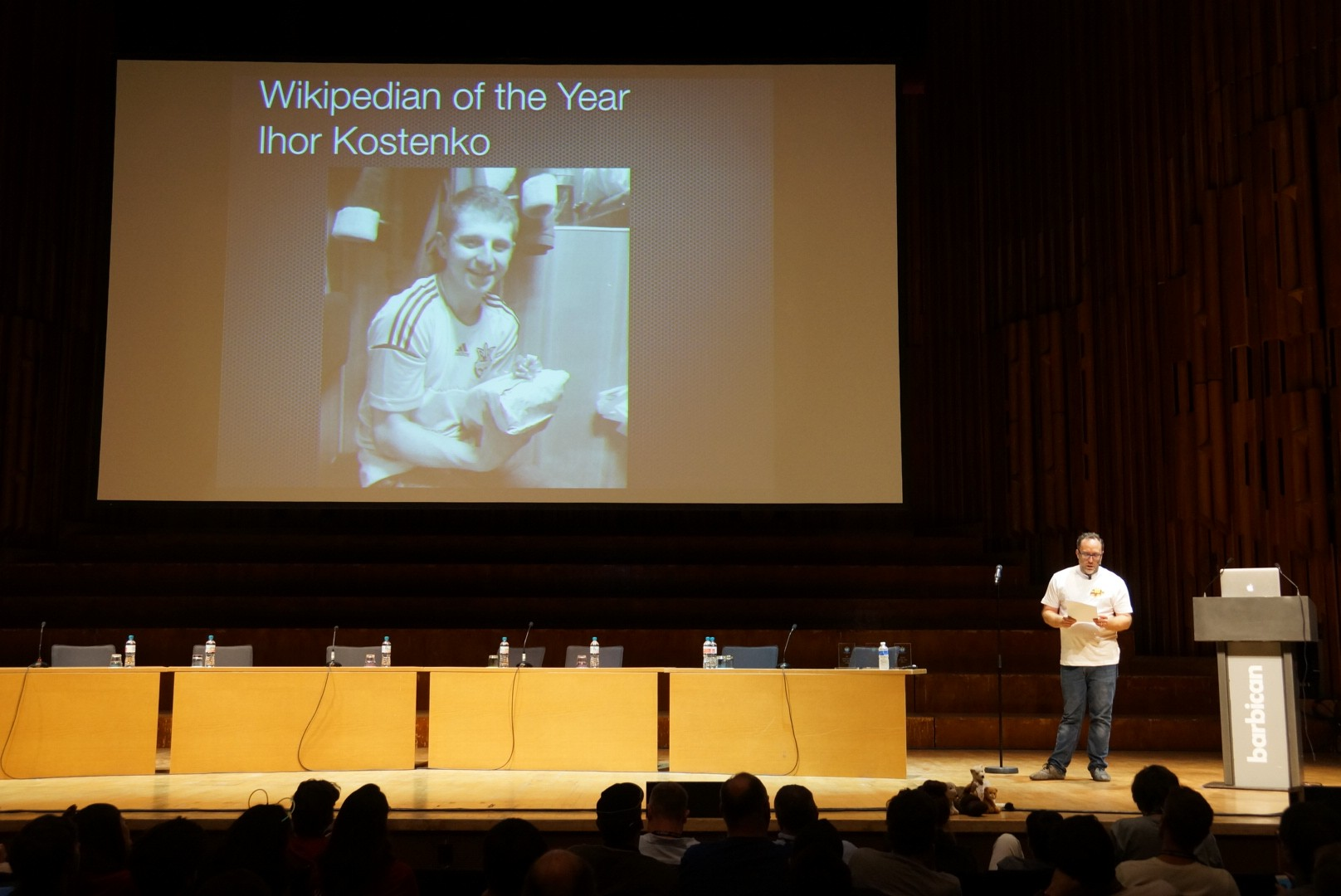
Jimmy Wales annuncia il premio di Wikipediano dell'anno per Kostenko